# Myślęta
Myślęta (do 1945 r. Meischlitz) – osada w Polsce położona w województwie warmińsko-mazurskim, w powiecie działdowskim, w gminie Działdowo.
W latach 1975–1998 miejscowość administracyjnie należała do województwa ciechanowskiego.

## Zabytki
Do wojewódzkiego rejestru zabytków wpisany jest zespół dworski z drugiej połowy XIX w.:
- Pałac w Myślętach, zbudowany w drugiej połowie XIX w. na planie prostokąta, piętrowy z bocznym ryzalitem i narożną wieżyczką płasko zwieńczoną, którego południowa fasada posiada klasycystyczny detal, a pozostałe są bezstylowe[6],
- rozległy park,
- budynki gospodarcze (zabudowania folwarczne).